# Roger Martínez
Roger Beyker Martínez Tobinson (Cartagena de Indias, 23 de junio de 1994) es un futbolista colombiano que juega como delantero y actualmente se encuentra en el Al-Taawoun de la Liga Profesional Saudí.
Ha tenido participación en la selección de fútbol de Colombia en sus categorías sub-23 y absoluta.

## Trayectoria

### Inicios
Comenzó jugando en 11 de noviembre, Juventus y Expreso Rojo, equipo con el que salió campeón. También fue llamado a la selección de su provincia Cartagena. Después tuvo un breve paso por Academia de Crespo y de allí pasó a una escuela de formación en Medellín llamada Estudiantil. 
A los 17 años le ofrecieron ir a Argentina, llegando a Boca Juniors donde estuvo a prueba unos meses; aunque lo querían, no podía jugar partidos oficiales debido a que no estaba con sus padres. Regresó a Colombia para más tarde regresar a Argentina esta vez a Argentinos Juniors donde estuvo 6 meses y corrió la misma suerte que en Boca. Luego su representante le conseguiría una posibilidad en Racing.

### Racing Club (1.ª etapa)
Debutó en Racing Club de Argentina en un partido por la Copa Sudamericana 2013, en el que su equipo cayó ante Lanús por 2 a 1, entrando en el segundo tiempo reemplazando a Ricardo Centurión. Su primer partido en la Primera División del fútbol argentino, fue en la derrota de su equipo por 3 a 1 contra Tigre por el Torneo Inicial 2013.

### Ramón Santamarina
En 2014 el entrenador de Racing, Diego Cocca, le confirma que no lo tendrá en cuenta y lo ceden a Santamarina de la segunda divisíon del fútbol argentino sin opción de compra. Su primer partido fue ante Atlético Tucumán donde asistió en el último minuto a su compañero Martín Michel para que pusiera el 1 a 0 final. Tan solo en 2 juegos fue titular, los otros 7 siempre entrando desde el banco. Terminó su préstamo y volvió a Racing.

### CA Aldosivi
En 2015 el entrenador de Racing, Diego Cocca, le confirma (por 2.ª vez) que no lo tendrá en cuenta y lo ceden a Aldosivi, recién ascendido a la Primera División de Argentina. Su primer partido fue en la 1.ª fecha, ante Vélez Sarsfield, en la derrota 2 a 0. Su primer gol lo marca ante Sarmiento de Junín, en el empate 2 a 2. Su segundo gol fue ante Quilmes luego de una excelente combinación entre José Sand y Pablo Luguercio (2 ex Racing) donde definió de picada ante Fabián Assman. Su tercer gol fue contra Unión, en el empate 3 a 3. Su cuarto gol fue contra Godoy Cruz de Mendoza, en la victoria 2 a 0. Su quinto gol en Aldosivi fue frente a Boca Juniors en la Bombonera, en la histórica victoria 3 a 0, donde le quita su invicto en el campeonato. Su sexto y último gol en el club marplatense fue de cabeza frente a Estudiantes de La Plata, en la derrota 2 a 1, donde también anota un gol en su propio arco.

### Racing Club (2.ª etapa)
Luego de haber jugado 27 partidos, convertir 6 goles y tener buenas actuaciones en Aldosivi "El Tiburón", Facundo Sava le comunicó que lo tendría en cuenta para la próxima temporada y vuelve por tercera vez a Racing Club de Avellaneda. El 24 de febrero de 2016 marca contra Bolívar su 1.er gol internacional con Racing en la victoria 4-1 por la primera fecha de la Copa Libertadores 2016.
El 28 de febrero convirtió un gol contra Boca Jrs. para poner el marcador 1 a 0. El 6 de marzo, convirtió nuevamente ante Unión en la goleada 6 a 3 de su equipo. El 7 de abril, volvería a convertir internacionalmente en la Copa Libertadores ante el Deportivo Cali en la victoria 4 a 2. Tres días después, le haría un gol a su exclub Aldosivi en la derrota 2 a 1. El 20 de abril, en la Copa Libertadores convirtió ante Bolivar para sentenciar el encuentro 1 a 1 y clasificar a octavos de final. Su último gol lo convirtió el 30 de abril contra Huracán en la victoria 1 a 0 de su equipo.

### Jiangsu Suning
El 12 de julio de 2016 pasa al Jiangsu Suning de China a cambio de 9.800.000 euros, con la posibilidad, a futuro, de llegar al Inter de Milán. El 20 de julio debuta jugando 60 minutos con doblete en la goleada de su equipo 4 a 0 sobre Hebei CFFC. Volvería a marcar doblete el 30 de julio en derrota 3 a 2 a manos del Shanghái Shenhua. Haría nuevamente un doblete el 21 de agosto dándole la victoria a su equipo 2 a 1 sobre el Beijing Guoan. El 22 de octubre marca doblete donde haría el empate a dos goles contra el Chongqing Lifan. El 27 de noviembre anota doblete en la final de la Copa de China de fútbol en el empate a dos goles frente al Guangzhou Evergrande donde la perderían por gol de visitantes siendo subcampeones del torneo.
El 24 de mayo anota su primer gol del 2017 por la Liga de Campeones de la AFC en la derrota 2-1 en su visita al Shanghái SIPG. Su primer doblete del año lo hace el 9 de agosto en la derrota como visitantes 4-2 frente a Guangzhou R&F.

### Villarreal CF
El 7 de enero de 2018 se confirma su llegada en préstamo por seis meses con opción de compra al Villarreal Club de Fútbol de la Liga Española donde será compañero de su compatriota Carlos Bacca. Debuta el 10 de enero jugando los últimos 18 minutos en la victoria 2 a 1 sobre el CD Leganés aunque caen eliminados en el global por los octavos de la Copa del Rey. Convirtiendo su primer gol en España, en la
última fecha de la Liga, anotando el descuento parcial del 2-2 final, frente al Real Madrid.

### Club América
En junio del 2018 es confirmado como nuevo jugador del Club América de la Primera División de México por 8.500.000 euros. Debuta el 22 de julio marcando el gol de su equipo en derrota 2 por 1 en casa de Club Necaxa.

Su primer gol del 2019 lo hace el 2 de febrero de tiro penal en la victoria 2 por 0 sobre Querétaro FC. Marca doblete el 5 de febrero en la victoria 3 por 1 sobre Club Necaxa saliendo como la figura del partido por la Copa México, vuelve y marca doblete por Copa el 26 de febrero en la goleada 5 por 2 sobre CF Pachuca. El 9 de mayo por los cuartos de final ida marca doblete en la victoria 3 por 1 sobre Cruz Azul.
Su primer gol de la temporada marca el 21 de julio en la victoria 4 por 2 sobre CF Monterrey. El 29 de octubre marca el gol de la victoria por la mínima como visitantes ante Atlético San Luis.
Quedó como jugador libre luego de no encontrar equipo y decidir terminar contrato con el club el 30 de marzo de 2023 terminando así con 5 años dentro de la institución.

### Racing Club (3.ª etapa)

#### Temporada 2023
En julio de 2023 se oficializó mediante las redes sociales del club, la vuelta del jugador a la institución de Avellaneda para jugar los Octavos de final de la Copa Conmebol Libertadores. Su debut en el club fue contra Atlético Nacional donde Racing caería 4-2 en el Estadio Atanasio Girardot.
El 10 de agosto convierte su primer gol tras su regreso a la Academia ante Atlético Nacional, partido en el que Racing ganó por 3 a 0. Roger Martínez tuvo una lesión en este partido, y no volvió hasta el 30 de agosto, en la vuelta de los cuartos de final contra Boca Juniors.
El 25 de septiembre convirtió un gol contra Godoy Cruz para empatar el partido 1 a 1 sobre el final. El 5 de noviembre volvió a convertir ante Central Córdoba para poner parcialmente el marcador 1 a 0. El 3 de diciembre convirtió en los cuartos de final de la Copa de la Liga ante Rosario Central. 

#### Temporada 2024
Su 1.er gol en la temporada 2024 se produjo el 31 de enero por la 2.ª fecha la Copa de la Liga Profesional, en la goleada 3-0 contra Tigre. En dicho campeonato, volvió a anotar el 16 de abril, por la última fecha, en la goleada 4-0 contra Belgrano de Córdoba.
En la Liga Profesional 2024, convirtió dos goles en el empate 4-4 ante Belgrano de Córdoba, por la 1.ª fecha. Una jornada más tarde, el 20 de mayo, anotó contra Argentinos Juniors, tras cabecear un centro de su compañero Gastón Martirena, para sentenciar la goleada 3-0 de la Academia. El 16 de mayo, por la 11.ª fecha, convirtió el gol de la victoria 1-0 desde afuera del área contra Newell's Old Boys. El 14 de septiembre, por la 11.ª fecha, cabeceó un centro de su compatriota Juanfer Quintero y marcó el tanto decisivo ante Boca Juniors, que sentenció el resultado 2-1.
El 4 de abril convirtió su 1.er gol en la Copa Sudamericana, por la 1.ª fecha de la fase de grupos ante Sportivo Luqueño de Paraguay, para sentenciar el partido 2-0. Fue asistido por su compañero Maravilla Martínez. Una jornada más tarde, el 10 de abril, anotó en la goleada 3-0 contra RB Bragantino, luego de sacarse de encima a la defensa brasileña. Su último gol en dicha fase lo volvió a convertir contra Sportivo Luqueño, de penal, para sentenciar el abultado 3-0 de la Academia. En cuartos de final, el 26 de septiembre, Roger convirtió de vuelta ante Athletico Paranaense, luego de ser asistido por su compatriota Juanfer Quintero en la goleada 4-1 de Racing Club. El 23 de noviembre, en la última jugada del partido, convirtió el tercer gol de su equipo en la final de la Copa Sudamericana para que la Academia se consagrara campeón por 3-1 frente a Cruzeiro.

## Selección nacional

### Categorías inferiores
Fue convocado a la selección de Colombia sub-23. Roger jugó en el repechaje internacional contra Estados Unidos, con el fin de volver a una cita olímpica. El partido de ida fue el 25 de marzo de 2016 en Barranquilla, terminó 1-1 y no tuvo minutos. El 29 de marzo en la vuelta, Colombia derrotó 1-2 a Estados Unidos en Houston, Roger marcó los dos goles y fue la figura, dándole la clasificación a Colombia a los Juegos Olímpicos de 2016.
Sin embargo el técnico Carlos 'Piscis' Restrepo no lo tuvo en cuenta para el torneo olímpico de Río 2016.

### Selección absoluta
Fue convocado entre los 23 para la Copa América Centenario por José Pekerman. El 29 de mayo de 2016 debutaría frente a Haití en el cual marcaría su primer gol, el tercero de Colombia.
El 30 de mayo sería seleccionado en la lista final de 23 jugadores que jugaron la Copa América 2019 en Brasil. El 9 de junio asistiría para el 3-0 definitivo sobre Perú en un partido amistoso disputado en Lima. El 15 de junio haría el primero en la victoria 2-0 sobre Argentina por la primera fecha de la Copa América 2019. El 2 de septiembre de 2021 marcó en el empate de Colombia 1-1 con Bolivia por las Eliminatorias a Catar 2022.

#### Participaciones enEliminatorias al Mundial
| Eliminatoria                               | Sede                   | Sede del Mundial                 | Posición               | Resultado   | PJ | GA | Asis |
| ------------------------------------------ | ---------------------- | -------------------------------- | ---------------------- | ----------- | -- | -- | ---- |
| Eliminatorias Mundial de Rusia 2018        | Conmebol               | Rusia                            | 4°lugar 27pts          | Clasificado | 3  | 0  | 0    |
| Eliminatorias Mundial de Catar 2022        | Conmebol               | Catar                            | 6°lugar 23pts          | Eliminado   | 7  | 1  | 1    |
| Eliminatorias Mundial de Norteamérica 2026 | Conmebol               | Estados Unidos · México · Canadá | 6°lugar 22pts          | En disputa  | 1  | 0  | 0    |
| Total en Eliminatorias                     | Total en Eliminatorias | Total en Eliminatorias           | Total en Eliminatorias | 1/2         | 11 | 1  | 1    |

#### Participaciones enCopas América
| Torneo                  | Sede                   | Resultado              | PJ | GA | Asis |
| ----------------------- | ---------------------- | ---------------------- | -- | -- | ---- |
| Copa América Centenario | Estados Unidos         | Tercer lugar           | 3  | 0  | 0    |
| Copa América 2019       | Brasil                 | Cuartos de final       | 3  | 1  | 0    |
| Total en Copas América  | Total en Copas América | Total en Copas América | 6  | 1  | 0    |

#### Goles internacionales
| # | Fecha                   | Lugar                        | Rival     | Gol   | Resultado | Competición        |
| - | ----------------------- | ---------------------------- | --------- | ----- | --------- | ------------------ |
| 1 | 29 de mayo de 2016      | Marlins Park, Estados Unidos | Haití     | 3 - 1 | 3 - 1     | Amistoso           |
| 2 | 15 de junio de 2019     | Salvador de Bahía, Brasil    | Argentina | 0 - 1 | 0 - 2     | Copa América 2019  |
| 3 | 2 de septiembre de 2021 | La Paz, Bolivia              | Bolivia   | 0 - 1 | 1 - 1     | Eliminatorias 2022 |
| 4 | 16 de diciembre de 2023 | Los Ángeles, Estados Unidos  | México    | 2 - 2 | 2 - 3     | Amistoso           |

## Estadísticas

### Clubes
Actualizado el 26 de mayo de 2025.
| Club                            | Div.          | Temporada     | Liga  | Liga  | Liga   | Copas | Copas | Copas  | Internacional | Internacional | Internacional | Total | Total | Total  |
| Club                            | Div.          | Temporada     | Part. | Goles | Asist. | Part. | Goles | Asist. | Part.         | Goles         | Asist.        | Part. | Goles | Asist. |
| ------------------------------- | ------------- | ------------- | ----- | ----- | ------ | ----- | ----- | ------ | ------------- | ------------- | ------------- | ----- | ----- | ------ |
| Racing Club Argentina           | 1.ª           | 2013-14       | 14    | 1     | 0      | 1     | 0     | 0      | 2             | 0             | 0             | 17    | 1     | 0      |
| Racing Club Argentina           | 1.ª           | 2016          | 10    | 4     | 1      | —     | —     | —      | 5             | 3             | 0             | 15    | 7     | 1      |
| Racing Club Argentina           | 1.ª           | 2023          | 11    | 3     | 1      | 1     | 0     | 0      | 3             | 1             | 0             | 15    | 4     | 1      |
| Racing Club Argentina           | 1.ª           | 2024          | 16    | 5     | 0      | 8     | 2     | 0      | 11            | 5             | 1             | 35    | 12    | 1      |
| Racing Club Argentina           | Total club    | Total club    | 51    | 13    | 2      | 10    | 2     | 0      | 21            | 9             | 1             | 82    | 24    | 3      |
| C. B. Santamarina Argentina     | 2.ª           | 2014          | 9     | 0     | 1      | —     | —     | —      | —             | —             | —             | 9     | 0     | 1      |
| C. B. Santamarina Argentina     | Total club    | Total club    | 9     | 0     | 1      | —     | —     | —      | —             | —             | —             | 9     | 0     | 1      |
| C. A. Aldosivi Argentina        | 1.ª           | 2015          | 26    | 6     | 6      | 1     | 0     | 0      | —             | —             | —             | 27    | 6     | 6      |
| C. A. Aldosivi Argentina        | Total club    | Total club    | 26    | 6     | 6      | 1     | 0     | 0      | —             | —             | —             | 27    | 6     | 6      |
| Jiangsu Suning China            | 1.ª           | 2016          | 12    | 10    | 4      | 5     | 2     | 3      | —             | —             | —             | 17    | 12    | 7      |
| Jiangsu Suning China            | 1.ª           | 2017          | 18    | 6     | 2      | 3     | 0     | 0      | 5             | 1             | 1             | 26    | 8     | 3      |
| Jiangsu Suning China            | Total club    | Total club    | 30    | 16    | 6      | 8     | 2     | 3      | 5             | 1             | 1             | 43    | 19    | 10     |
| Villarreal C. F. · España       | 1.ª           | 2018          | 8     | 1     | 0      | 1     | 0     | 0      | —             | —             | —             | 9     | 1     | 0      |
| Villarreal C. F. · España       | Total club    | Total club    | 8     | 1     | 0      | 1     | 0     | 0      | —             | —             | —             | 9     | 1     | 0      |
| Club América · México           | 1.ª           | 2018-19       | 34    | 10    | 1      | 7     | 4     | 2      | 3             | 1             | 1             | 44    | 15    | 4      |
| Club América · México           | 1.ª           | 2019-20       | 25    | 2     | 8      | —     | —     | —      | 2             | 0             | 0             | 27    | 2     | 8      |
| Club América · México           | 1.ª           | 2020-21       | 29    | 7     | 2      | —     | —     | —      | 5             | 1             | 0             | 34    | 8     | 2      |
| Club América · México           | 1.ª           | 2021-22       | 35    | 5     | 2      | —     | —     | —      | 1             | 1             | 1             | 36    | 6     | 3      |
| Club América · México           | 1.ª           | 2022-23       | 21    | 4     | 2      | —     | —     | —      | —             | —             | —             | 21    | 4     | 2      |
| Club América · México           | Total club    | Total club    | 144   | 28    | 15     | 7     | 4     | 2      | 11            | 3             | 2             | 162   | 35    | 19     |
| Al-Taawoun F. C. Arabia Saudita | 1.ª           | 2025          | 18    | 5     | 2      | —     | —     | —      | 6             | 1             | 0             | 24    | 6     | 2      |
| Al-Taawoun F. C. Arabia Saudita | Total club    | Total club    | 18    | 5     | 2      | 0     | 0     | 0      | 6             | 1             | 0             | 24    | 6     | 2      |
| Total carrera                   | Total carrera | Total carrera | 286   | 70    | 32     | 27    | 8     | 5      | 43            | 14            | 4             | 356   | 91    | 41     |
| 1. 2.                           |               |               |       |       |        |       |       |        |               |               |               |       |       |        |

### Selección
| Selección           | Año   | Amistosos | Amistosos | Amistosos | Mundial | Mundial | Mundial | Continental | Continental | Continental | Total | Total | Total |
| Selección           | Año   | Part.     | Goles     | Asis.     | Part.   | Goles   | Asis.   | Part.       | Goles       | Asis.       | Part. | Goles | Asis. |
| ------------------- | ----- | --------- | --------- | --------- | ------- | ------- | ------- | ----------- | ----------- | ----------- | ----- | ----- | ----- |
| Sub-23 · Colombia   | 2016  | —         | —         | —         | —       | —       | —       | 1           | 2           | 0           | 1     | 2     | 0     |
| Sub-23 · Colombia   | Total | —         | —         | —         | —       | —       | —       | 1           | 2           | 0           | 1     | 2     | 0     |
| Absoluta · Colombia | 2016  | 1         | 1         | 0         | —       | —       | —       | 6           | 0           | 0           | 7     | 1     | 0     |
| Absoluta · Colombia | 2019  | 8         | 0         | 1         | —       | —       | —       | 3           | 1           | 0           | 11    | 1     | 1     |
| Absoluta · Colombia | 2021  | —         | —         | —         | —       | —       | —       | 7           | 1           | 1           | 7     | 1     | 1     |
| Absoluta · Colombia | 2023  | 2         | 1         | 0         | —       | —       | —       | —           | —           | —           | 2     | 1     | 0     |
| Absoluta · Colombia | 2024  | —         | —         | —         | —       | —       | —       | 1           | 0           | 0           | 1     | 0     | 0     |
| Absoluta · Colombia | Total | 11        | 2         | 1         | —       | —       | —       | 17          | 2           | 1           | 28    | 4     | 2     |
| Total               | Total | 11        | 2         | 1         | 0       | 0       | 0       | 18          | 4           | 1           | 29    | 6     | 2     |

## Palmarés

### Títulos nacionales
| Título               | Club       | País   | Año  |
| -------------------- | ---------- | ------ | ---- |
| Primera División     | C. América | México | 2018 |
| Copa México          | C. América | México | 2019 |
| Campeón de Campeones | C. América | México | 2019 |

### Títulos internacionales
| Título            | Equipo      | Sede     | Año  |
| ----------------- | ----------- | -------- | ---- |
| Copa Sudamericana | Racing Club | Asunción | 2024 |

### Distinciones individuales
| Distinción                                              | Año  |
| ------------------------------------------------------- | ---- |
| Jugador del partido contra Argentina en la Copa América | 2019 |